# برماويون
البرماويون هي المجموعة العرقية المهيمنة في بورما ، تشكل حوالي 68 ٪ أي 30 مليون من السكان.